# Denim

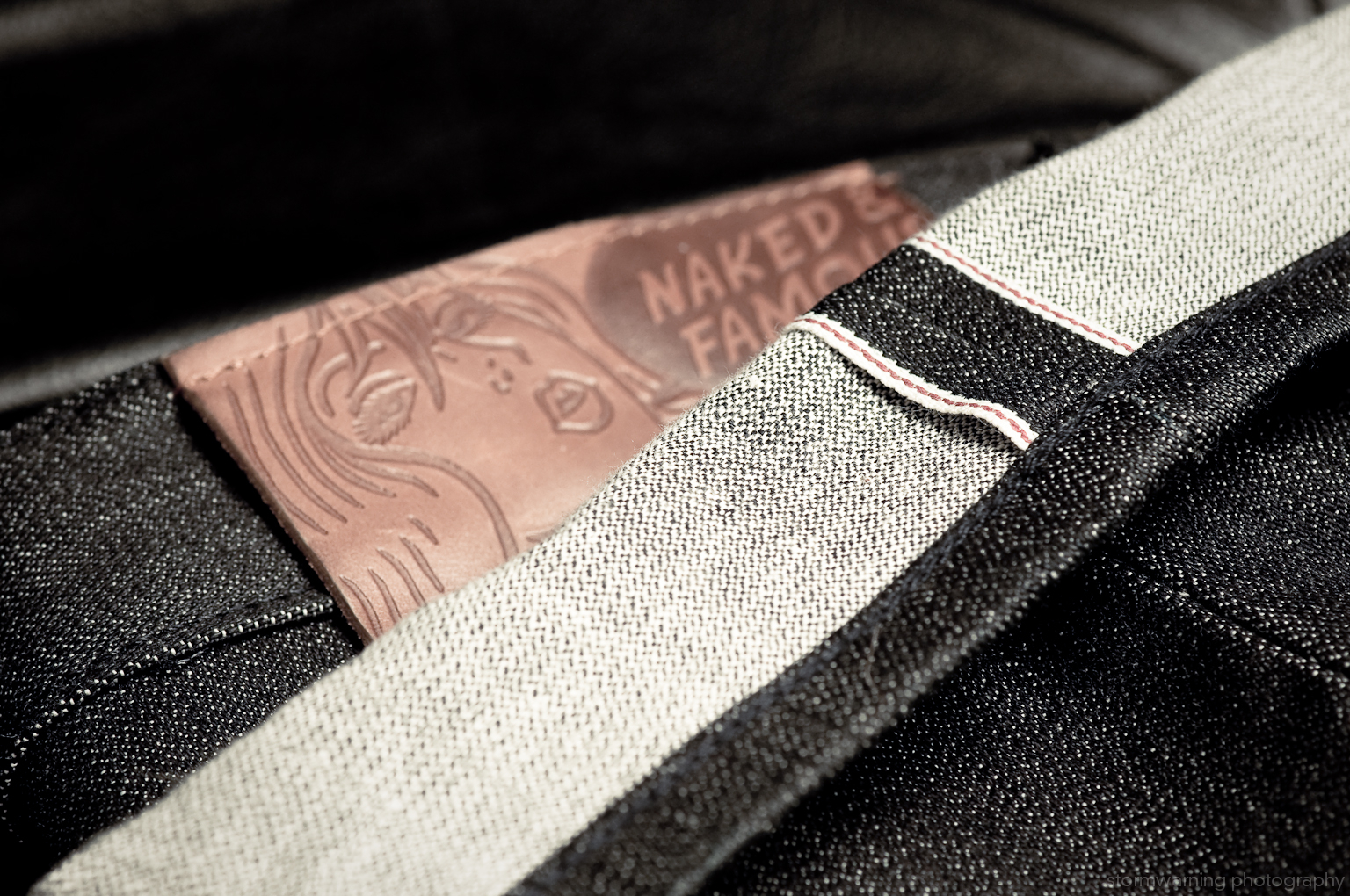
Vải Denim nổi trên mặt chiếc quần jeans

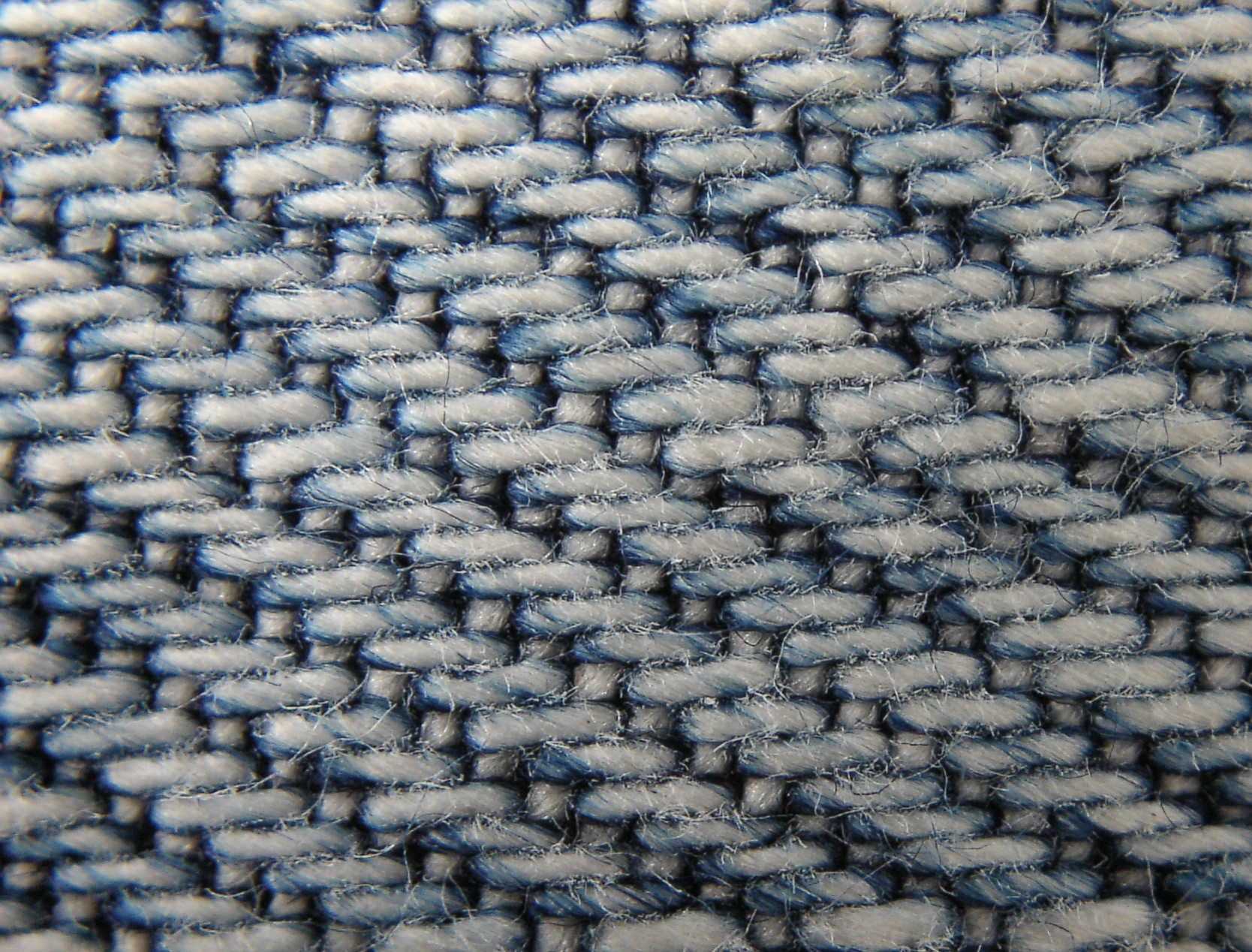
Chi tiết mặt vải được dệt từ một sợi chỉ trắng và một sợi chỉ màu.

Denim là loại chất liệu may từ vải cotton cứng với các sợi đan chéo, trong đó một sợi ngang nằm dưới hai hoặc một số nhiều hơn sợi dọc. Denim được biết đến như là loại vải để may quần jean (loại váy jean).

## Sử dụng chất liệu

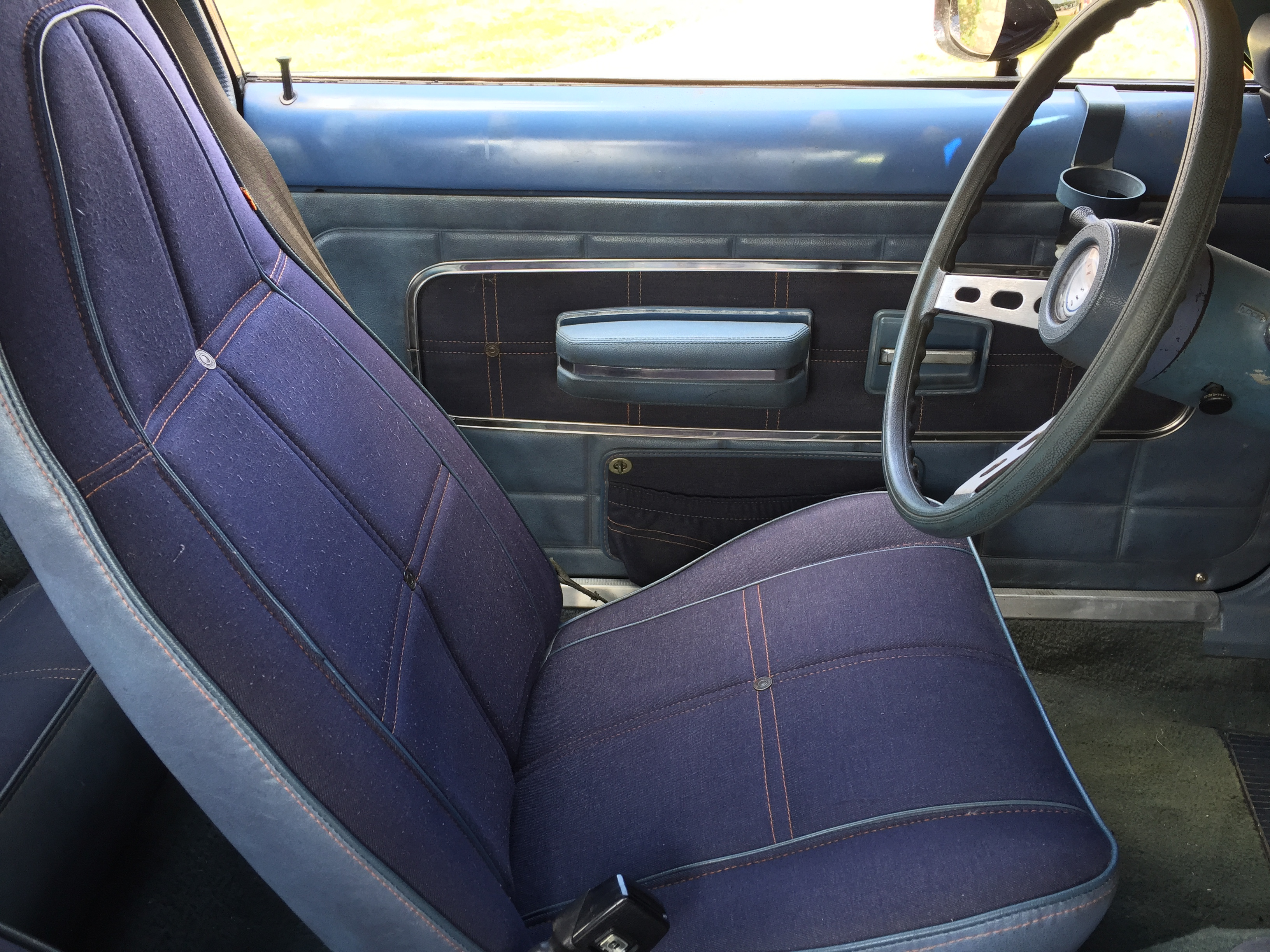
Mẫu xe AMC Gremlinewith do hãng Levi's bọc ghế